# フランスのサッカー選手一覧
フランスのサッカー選手一覧（フランスのサッカーせんしゅいちらん）は、フランス出身のサッカー選手の一覧である。Category:フランスのサッカー選手も参照。
この項目はCategoryではないので、記事の無い選手については赤リンクや仮リンク、簡単な説明の併記なども可能。

## 1950年代
| - ジョエル・バツ | - クリスティアン・ロペス - ジェラール・ジャンビオン - マキシム・ボッシ - パトリック・バチストン - イボン・ル・ルー | - アラン・ジレス - ミシェル・プラティニ - ジャン・ティガナ - ジャン＝マルク・フェレーリ - ベルナール・ジャンジニ - ルイス・フェルナンデス - ジャン＝フィリップ・デュラン | - ベルナール・ラコンブ - ディディエ・シクス - ドミニク・ロシュトー |

## 1960年代
| - ブルーノ・マルティニ - ベルナール・ラマ | - マニュエル・アモロス - ジョスリン・アングロマ - ローラン・ブラン - バジール・ボリ - アラン・ロシュ - フランク・ルブーフ - マルセル・デサイー - ビセンテ・リザラズ | - ベルナール・カゾニ - フランク・ソゼー - ユーリ・ジョルカエフ - ディディエ・デシャン - エマニュエル・プティ - アラン・ボゴシアン - クリスティアン・カランブー | - ヤニック・ストピラ - ブルーノ・ベロン - ジャン＝ピエール・パパン - エリック・カントナ - パトリス・ロコ |

## 1970年代
| - ファビアン・バルテズ - グレゴリー・クペ | - リリアン・テュラム - ヴァンサン・カンデラ - ウィリー・サニョル - ウィリアム・ギャラス - エリック・アビダル - ジャン＝アラン・ブームソン - フローラン・マルダ - ミカエル・シルベストル | - レイナール・ペドロス - ジネディーヌ・ジダン - クロード・マケレレ - ロベール・ピレス - パトリック・ヴィエラ | - クリストフ・デュガリー - シルヴァン・ヴィルトール - ティエリ・アンリ - ダヴィド・トレゼゲ - シドニー・ゴブ - ニコラ・アネルカ |

## 1980年代
| - ウーゴ・ロリス - スティーヴ・マンダンダ - ステファヌ・リュフィエ - ブノワ・コスティル - セドリック・カラッソ | - パトリス・エヴラ - バカリ・サニャ - ローラン・コシエルニー - アディル・ラミ - マテュー・ドゥビュシー - ガエル・クリシー - クリストフ・ジャレ - ジェレミー・マテュー - ユネス・カブール - ロッド・ファンニ | - アルー・ディアッラ - フランク・リベリー - ジェレミー・トゥララン - マテュー・ヴァルブエナ - ラッサナ・ディアッラ - ヨアン・グルキュフ - アブー・ディアビ - ディミトリ・パイエ - ブレーズ・マテュイディ - ムサ・シッソコ - マルヴァン・マルタン - モルガン・シュネデルラン - ヤン・エムヴィラ - ロマン・アムマ | - オリヴィエ・ジルー - カリム・ベンゼマ - ジブリル・シセ - アンドレ＝ピエール・ジニャック - ロイク・レミ - ジェレミー・メネス - ケヴィン・ガメイロ - ハテム・ベン・アルファ - バフェティンビ・ゴミス - ギョーム・オアロ |

## 1990年代
| - アルフォンス・アレオラ - アルバン・ラフォン - バンジャマン・ルコント - マイク・メニャン | - ラファエル・ヴァラン - サミュエル・ユムティティ - リュカ・エルナンデス - アイメリク・ラポルテ - クレマン・ラングレ - バンジャマン・メンディ - ベンジャマン・パヴァール - ジブリル・シディベ - リュカ・ディニュ - ママドゥ・サコ - レイヴァン・クルザワ - エリアカン・マンガラ - プレスネル・キンペンベ - クル・ズマ - コラン・ダグバ - スタンリー・エンソキ | - エンゴロ・カンテ - ポール・ポグバ - ナビル・フェキル - タンギ・エンドンベレ - コランタン・トリッソ - ティエムエ・バカヨコ - アドリアン・ラビオ - マテオ・ゲンドゥージ - モルガン・サンソン - レミ・カベッラ - ヤン・エムヴィラ - ジョシュア・ギラヴォギ - クレマン・グルニエ - バンジャマン・ブリジョー - フセム・アワール - クリストファー・エンクンク | - エルヴァン・オンジェンダ - ジャン＝クリストフ・バエベック - ウィサム・ベン・イェデル - アレクサンドル・ラカゼット - トマ・レマル - キリアン・エムバペ - ムサ・ディアビ - ガエル・カクタ - ヤヤ・サノゴ - キングスレイ・コマン - フロリアン・トヴァン - アクセル・バカヨコ |